# De Gerlache Seamounts
De Gerlache Seamounts – góry podwodne na Oceanie Południowym. Składają się z dwóch średniej wielkości gujotów, o wierzchołkach położonych na głębokości od 350 do 600 metrów. Zostały prawdopodobnie odkryte przez statek marynarki wojennej Stanów Zjednoczonych USNS Eltanin i nazwane na cześć belgijskiego badacza polarnego Adriena de Gerlache'a.